# Augur

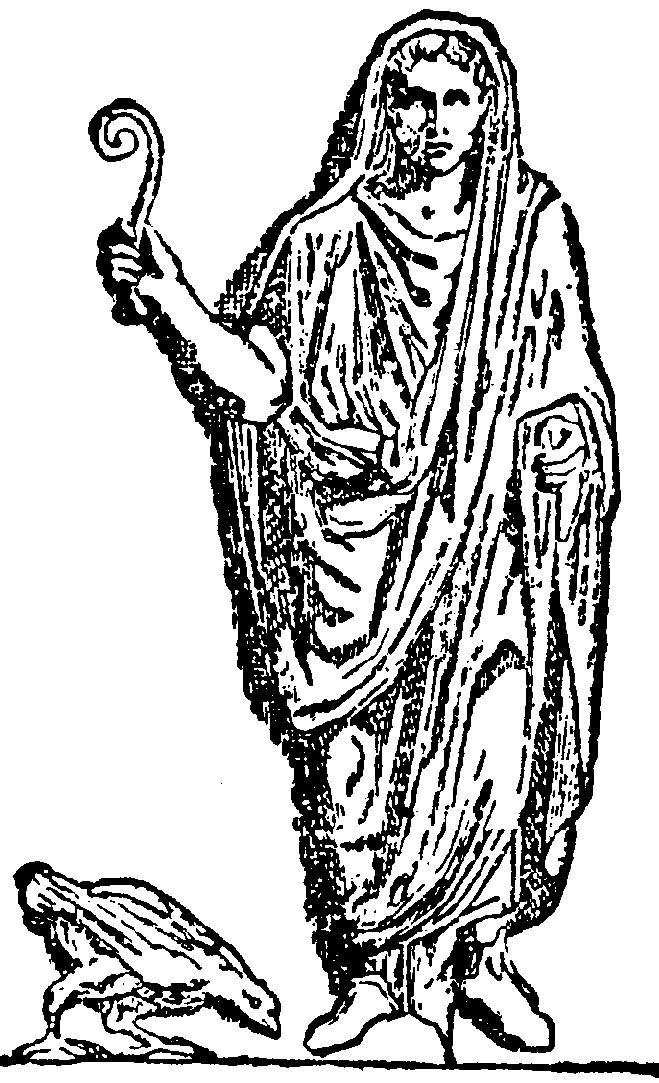
Augur z lituus.

Augur (łac.) – rzymski kapłan, który odczytywał wolę bogów z nieba nad miastem na podstawie zjawisk atmosferycznych i lotu ptaków. W okresie późnej republiki, gdy loty ptaków nad gęsto zaludnionym Rzymem były już rzadkie, do odczytania woli bogów używano specjalnie hodowanych kur. Augurzy uczestniczyli także w wyprawach wojennych, na których również sprawowali auspicja. Żadne ważne wydarzenie społeczne, polityczne czy militarne w starożytnym Rzymie epoki przedchrześcijańskiej nie mogło odbyć się bez „inauguracji” (wprowadzenia przez augura).

## Rola augurów

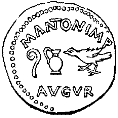
Kapłańskie symbole augura na monecie Marka Antoniusza.

Przywilejem augurów było noszenie togi bramowanej purpurą i zakrzywionej u góry laski lituus. Zakreślali nią święty krąg templum, wewnątrz którego obserwowali znaki boskie: zjawiska meteorologiczne i lot ptaków. Czynili to w określone w kalendarzu dni i w wyznaczonych godzinach na północnym szczycie Kapitolu zwanym Arx. Ten obrzęd religijny nazywano auspicjami.
Chociaż augurzy odczytywali wolę bogów ze znaków na niebie, to jednak jej nie interpretowali. Prawo interpretacji auspicjów należało do wyższych urzędników rzymskich (magistratus cum imperia), zazwyczaj konsulów. Mimo to augurzy mogli pośrednio wpływać na życie społeczne i polityczne Rzymu, na przykład na decyzje o zwoływaniu zgromadzeń czy podejmowaniu wojny.
U schyłku republiki uważano stanowisko augura za zaszczytne, o czym świadczy postawa Cycerona, który został wybrany na kapłana w roku 53 przed Chr. Z dzieł Cycerona czerpiemy dużo informacji o roli i funkcjach augurów.
W okresie cesarstwa rola augurów stopniowo słabła. Jednak prestiż tego urzędu kapłańskiego powodował, że wielu cesarzy przyjmowało tytuł augura. Taki zwyczaj zapoczątkował Oktawian August. W jego tytulaturze kapłańskiej augur występuje na drugim miejscu po Pontifex Maximus.

## Kolegium augurów
W czasach historycznych wiadomo o istnieniu kolegium augurów, które składało się początkowo z trzech patrycjuszy: po jednym dla każdej z najstarszych tribus rzymskich. Byli oni dobierani do kolegium na drodze kooptacji i sprawowali urząd dożywotnio.
Liczebność kolegium była stopniowo zwiększana, najpierw do sześciu, następnie do dziewięciu członków. W 300 roku p.n.e. do kolegium dopuszczono plebejuszy, ustalając, że spośród dziewięciu członków kolegium będzie czterech patrycjuszy i pięciu plebejuszy.
W 104 roku p.n.e. uchwalone zostało prawo Domicjusza (lex Domitia), które zadecydowało o zniesieniu kooptacji augurów. Od tej pory nowi członkowie kolegium byli wybierani głosami 17 tribus wylosowanych spośród 35 istniejących. Sulla zniósł lex Domitia, przywracając kooptację i jednocześnie zwiększając liczebność kolegium do piętnastu augurów (siedmiu plebejuszy i ośmiu patrycjuszy). Kooptacja została ponownie zniesiona w 63 roku p.n.e.
Ostatnimi augurami byli Wettius Agorius Prektekstatus (zm. 384) i Ragonius Wenustus (zm. 390).